# Oscarspriset (Uppsala universitet)
Oscarspriset är ett pris vid Uppsala universitet för yngre vetenskapliga förmågor och tillfaller "någon som genom vetenskaplig skrift gjort sig mest förtjänt och inger de bästa förhoppningar om fortsatt vetenskaplig författarverksamhet vid universitetet." I samband med att Uppsala universitet firade sitt 400-årsjubileum undertecknade Oscar II ett gåvobrev (Konung Oscar II:s Jubelfestdonation) den 5 september 1877, där han skänkte 40 000 kronor till Uppsala universitet. Gåvobrevet var ett tecken på Oscar II:s tacksamhet för universitetets insatser för svensk vetenskapsutveckling.
Konsistoriet, universitetets styrelse, utser mottagare av priset efter förslag av en särskild kommitté. Priset utdelas i samband med universitetets doktorspromotion i januari.

## Pristagare
- 1879: Claes Annerstedt[3][1]
- 1880: Oscar Alin och F.A. Gustaf Bergman[3][1]
- 1881: Magnus Blix[3][1]
- 1882: Hjalmar Theel[3][1]
- 1883: Frans Kjellman[3][1]
- 1884: Axel N. Lundström och Adolf Noreen[3][1]
- 1885: Henrik Schück och Oskar Widman[3][1]
- 1886: Karl Piehl och Gerhard Holm[3][1]
- 1887: Erik Olof Burman och Alexander Berger[3][1]
- 1888: Olof August Danielsson och Axel Wirén[3][1]
- 1889: Hugo Blomberg[3][1]
- 1890: Axel N. Lundström och Henrik Schück[3][1]
- 1891: Svante Arrhenius[3][1]
- 1892: Per Persson[3][1]
- 1893: Adolf Bladin och Karl Ferdinand Johansson[3][1]
- 1894: Alexander Berger och Fredrik Tamm[3][1]
- 1895: Carl Wahlund[3][1]
- 1896: Karl Bohlin och Oscar Levertin[3][1]
- 1897: Henrik Munthe och K.B. Wiklund[3][1]
- 1898: Evald Lidén och Erik Stave[3][1]
- 1899: Elis Wadstein[3][1]
- 1900: Oscar Juel och Vilhelm Lundström[3][1]
- 1901: Tore Almén och Erik Björkman[3][1]
- 1902: Frans von Schéele och Carl Wiman[3][1]
- 1903: Otto von Friesen och Fredrik Zachrisson[3][1]
- 1904: Tore Torbiörnsson[3][1]
- 1905: Ragnar Friberger och Hugo von Zeipel[3][1]
- 1906: Elsa Eschelsson och Bengt Hesselman[3][1]
- 1907: Gustaf Göthlin och Axel Hägerström[3][1]
- 1908: Erik Staaff och The Svedberg[3][1]
- 1909: Sidney Alrutz[3][1]
- 1910: Einar Löfstedt[3][1]
- 1911: Håkan Sjögren och Hugo von Zeipel[3][1]
- 1912: Gustaf Aulén och Martin Lamm[3][1][1]
- 1913: Herman Lundborg[3][1]
- 1914: Johan Mortensen och Percy Quensel[3][1]
- 1915: August Hahr och Carl Skottsberg[3][1]
- 1916: Johannes Lindblom och Nils von Hofsten[3][1]
- 1917: Gunnar Rudberg och Knut Westman[3][1]
- 1918: Gunnar Rexius[3][1]
- 1919: Emanuel Linderholm och Sven Odén[3][1]
- 1920: Gustaf Thörnell och Nils Zeilon[3][1]
- 1921: Nils Åberg[3][1]
- 1922: Bertil Lindblad[3][1]
- 1923: Torsten Carleman och Jarl Charpentier[3][1]
- 1924: Erik Noréen och Nils Zeilon[3][1]
- 1925: Hugo Osvald och Einar Tegen[3][1]
- 1926: H.S. Nyberg och Ivar Waller[3][1]
- 1927: Henrik Cornell och Knut Lundmark[3][1]
- 1928: John Holmberg[3][1]
- 1929: Ivar Waller[3][1]
- 1930: Hilding Köhler och Hugo Odeberg[3][1]
- 1931: Herbert Tingsten[3][1]
- 1932: Carl Schalén och Johannes Wallenberg[3][1]
- 1933: Gunnar Dahlberg[3][1]
- 1934: John Axel Nannfeldt och Gunnar Westin[3][1]
- 1935: Einar Gjerstad[3][1]
- 1936: Jan-Eric Almquist och Georg Landberg[3][1]
- 1937: Sven Blomgren och Douglas Melin[3][1]
- 1938: Erik Hallén och Ivar Modéer[3][1]
- 1939: Birger Bohlin[3][1]
- 1940: Bengt Edlén och Valter Jansson[3][1]
- 1941: Filip Hjulström och Gösta Säflund[3][1]
- 1942: Torvald Höjer och Gösta Jägersten[3][1]
- 1943: Åke Wallenquist[3][1]
- 1944: Dag Norberg och Einar Stenhagen[3][1]
- 1945: Nils Fries och Ruben Josefson[3][1]
- 1946: Torsten Krokström och Åke Åkerström[3][1]
- 1947: Ingemar Hedenius och Nils Törnblom[3][1]
- 1948: Arne Furumark och Nils Hylander[3][1]
- 1949: Gunnar Hoppe och Olof Mellander[3][1]
- 1950: Olle Snellman och Olof Zetterholm[3][1]
- 1951: Lennart Carlesson[3][1]
- 1952: Sven Ulric Palme[3][1]
- 1953: Arne Frantzell och Sven Göransson[3][1]
- 1954: Lennart Breitholz och Markus Båth[3][1]
- 1955: Sören Halldén[3][1]
- 1956: Svante Bergström och Helmer Ringgren[3][1]
- 1957: Józef Trypucko[3][1]
- 1958: Per Gustaf Hamberg[3][1]
- 1959: Bengt Kihlman och Karl Johan Öbrink[3][1]
- 1960: Rudolf Zeitler[3][1]
- 1961: Erik Anners och Bertil Gärtner[3][1]
- 1962: Karl-Erik Fichtelius och Bo Malmström[3][1]
- 1963: Gunnar Boklund och Bo Hellman[3][1]
- 1964: Sture Brunnsåker och Frithiof Rundgren[3][1]
- 1965: Torvard C. Laurent och Marianne Rasmuson[3][1]
- 1966: Utdelades ej[3][1]
- 1967: Utdelades ej[3][1]
- 1968: Anders Bill och Lennart Åqvist[3][1]
- 1969: Karl Gustav Jöreskog och Bengt Rosén[3][1]
- 1970: Lars Erik Ahlsson och Thure Stenström[3][1]
- 1971: Leif Lewin[3][1]
- 1972: Bror Strandberg[3][1]
- 1973: Anders Jeffner och Tore Sigeman[3][1]
- 1974: Birger Bergh och Torgny Unestam[3][1]
- 1975: Tore Frängsmyr och Lars-Gustav Lundin[3][1]
- 1976: Nils Jareborg och Olof Vingsbo[3][1]
- 1977: Sten Eklund och Jarl Hemberg[3][1]
- 1978: Bengt Landgren och Leif Tibell[3][1]
- 1979: Alf Claesson och Lennart Lundqvist[3][1]
- 1980: Anders Hultgård och Christer Wahlberg[3][1]
- 1981: Arne Andersson och Peter Stilbs[3][1]
- 1982: Ted Ebendal och Jan Fredrik Kindstrand[3][1]
- 1983: Mehari Gebre-Medhin och Nils Mårtensson[3][1]
- 1984: Carl-Henrik Heldin och Kenneth Söderhäll[3][1]
- 1985: Sture Bergström och Bengt Långström[3][1]
- 1986: Berit Hagekull och Kaj Århem[3][1]
- 1987: Uli Hacksell och Kent Larsson[3][1]
- 1988: Henrik Egnéll och Kersti Hermansson[3][1]
- 1989: Christer Betsholtz och Mats Morell[3][1]
- 1990: Jonas Nycander och Johan Svedjedal[3][1]
- 1991: Bert Lehrberg och Ruud Weijermars[3][1]
- 1992: Cristina Grenholm och Peter Lindblad[3][1]
- 1993: Mats Karlsson och Lars Sundström[3][1]
- 1994: Stefan Brink och Anders Nilsson[3][1]
- 1995: Pehr G. Andersson och Mats Ekström[3][1]
- 1996: Claes Ahlund och Håkan Melhus[3][1]
- 1997: Ian Cameron och Kurt Otto[3][1]
- 1998: Peter Juslin och Mikael Stenmark[3][1]
- 1999: Hans Ellegren och Maria Ågren[3][1]
- 2000: Igor Abrikosov och Torbjörn Andersson[3][1]
- 2001: Mats Eriksson och Maria Strömme[3][1]
- 2002: Mats Larhed och Christian Sundberg[3][1]
- 2003: Petter Asp och Tobias Ekholm[3][1]
- 2004: Eva Mörk och Anna Qvarnström[3][1]
- 2005: Leelo Keevallik och Neil Price[3][1]
- 2006: Petra Jönsson och Anders Tengholm[3][1]
- 2007: Eleonor Alhager och Wendelin Reich[3][1]
- 2008: Mikael Alm och Mathias Hallberg[4][3][1]
- 2009: Oleg Kochukhov och Petri Laukka[5][3][1]
- 2010: Anna-Karin Olsson och Fredrik Palm[6][3][1]
- 2011: Karin Brocki och Albert Mihranyan[7][3][1]
- 2012: David Håkansson och Joel Samuelsson[8][3][1]
- 2013: Linda Wedlin och Philipp Rümmer[9][3][1]
- 2014: Christian Benedict och Steffi Burchardt[10][3][1]
- 2015: Josef Pallas och Tove Fall[11][2][1]
- 2016: Terje Falck-Ytter och Jonathan Scragg[1][12][13]
- 2017: Oskar Karlsson och Eric Cullhed[14]
- 2018: Weronica Ek och Ylva Söderfeldt[15]
- 2019: Grzegorz Niedzwiedzki och Yaffa Epstein[16]
- 2020: Marcus Lindskog och Ocean Cheung[17]
- 2021: Pontus Ekberg och Ashish KC
- 2022: Nina von Uexkull och Andreas Frick
- 2023: Elin Svensson och Josefin Lindgren